# The Present
Albums de The Moody Blues
Long Distance Voyager
(1981) The Other Side of Life
(1986)
The Present est le onzième album studio des Moody Blues, sorti en 1983.

## Aperçu
L'album est le deuxième de l'ère Patrick Moraz. Il a fourni trois singles à succès mineurs aux États-Unis avec "Blue World" (# 62), "Sitting at the Wheel" ( #27) et "Eau courante".
L'album a une séquence de chansons conçue pour capitaliser sur l'héritage de leur disque le plus réussi, Long Distance Voyager. En novembre 2008, l'album a été remasterisé et sorti sur CD avec deux titres supplémentaires.
La pochette est un pastiche de la toile Daybreak de Maxfield Parrish.

## Titres

### Face 1
1. Blue World (Hayward) – 5:20
2. Meet Me Halfway (Hayward, Lodge) – 4:08
3. Sitting at the Wheel (Lodge) – 5:40
4. Going Nowhere (Edge) – 5:33

### Face 2
1. Hole in the World (Lodge) – 1:54
2. Under My Feet (Lodge) – 4:51
3. It's Cold Outside of Your Heart (Hayward) – 4:27
4. Running Water (Hayward) – 3:23
5. I Am (Thomas) – 1:40
6. Sorry (Thomas) – 5:02

## Musiciens
- Justin Hayward : chant, guitare
- John Lodge : chant, basse
- Ray Thomas : chant, flûte, harmonica
- Patrick Moraz : claviers, synthétiseurs
- Graeme Edge : batterie

## Personnel additionnel
- Pip Williams : Séquenceur